# Jean-Christophe Potton
Jean-Christophe Potton, né à Lyon le 13 décembre 1960, est un magistrat de la Cour des comptes et ancien diplomate français.

## Biographie
Jean-Christophe Potton, conseiller maître à la Cour des comptes, a étudié à l'Institut d'études politiques de Paris (diplôme 1981), à l'université Paris II (maître en sciences économiques, 1983) et à l'École nationale d’administration (juin 1987). À sa sortie de l'ENA en 1987, il est titularisé dans le corps des administrateurs civils. Il travaille au ministère de l'Économie et des Finances, au sein de la direction des relations économiques extérieures, comme adjoint au chef du poste d'expansion économique de New-York (1991-1994) et comme conseiller international auprès du ministre de l'Économie et des Finances et du ministre du Commerce extérieur.
En 1998, il est nommé conseiller référendaire à la Cour des comptes. Il est affecté à la 6e Chambre, sécurité sociale, et participe aux activités internationales de la Cour (coopération internationale et audit externe de la FAO, Unicef, HCR, OCHA, UNESCO...). Il occupe les fonctions de secrétaire général adjoint de la Cour des comptes de 2006 à 2009.
Nommé ambassadeur de France en Uruguay de 2009 à 2013, puis ambassadeur de France au Paraguay du 9 mai 2014 au 6 octobre 2017,,. Depuis octobre 2017, il est conseiller maître à la 3e Chambre, éducation et culture, de la Cour des comptes, membre de la mission d'inspection des chambres régionales et territoriales des comptes et membre des équipes internationales.
Il a enseigné ou enseigne à l'Institut d'études politiques de Paris, à l'École nationale d'administration et à l'université Paris-Dauphine. En novembre 2019, il publie La Piste Bernanos - Paraguay, roman, aux Éditions Temporis, puis également aux Éditions Temporis, Le Conseiller en 2021, et en 2023 La tisseuse d'ao po'i, deux autres romans.